# 미즈노 시게나카

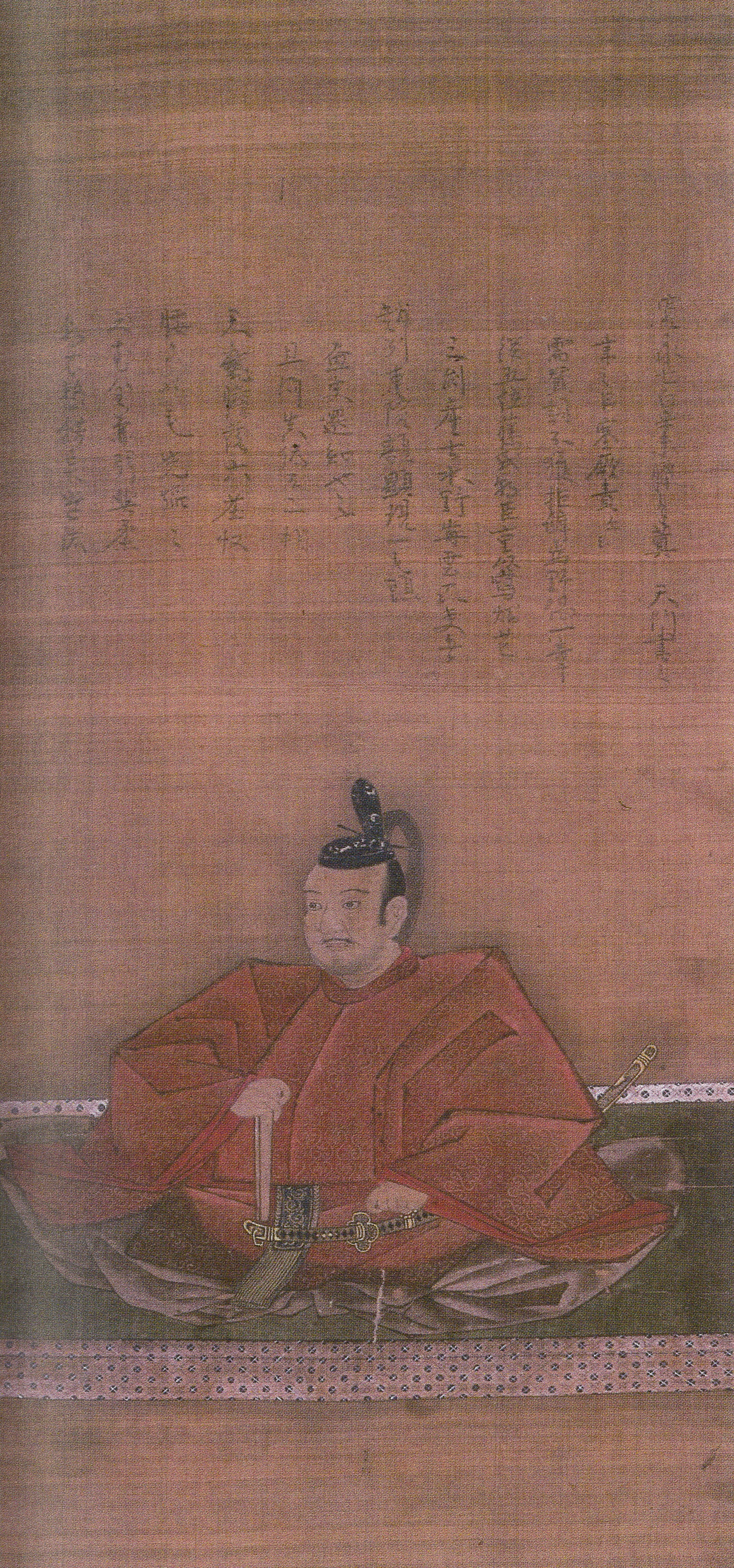
미즈노 시게나카

미즈노 시게나카(일본어: 水野重央, 1570년 ~ 1621년 12월 24일)는 아즈치모모야마 시대부터 에도 시대 전기까지의 무장, 다이묘이다. 도토미 하마마쓰번주, 기이 신구 번(기슈번 쓰케가로) 초대 번주를 지냈다. 원복 후 첫 이름은 시게노부(重信)였다. 이후 시게나카(重央, 重仲) 순으로 이름을 바꾸었다.
| 전임 마쓰다이라 다다요리 | 하마마쓰번 번주 (미즈노가, 시게나카계) 1609년 ~ 1619년 | 후임 고리키 다다후사 |

| 전임 아사노 다다요시 | 제1대 기이 신구 번 번주 (미즈노가) 1619년 ~ 1621년 | 후임 미즈노 시게요시 |